# Wielingen (kraakpand)

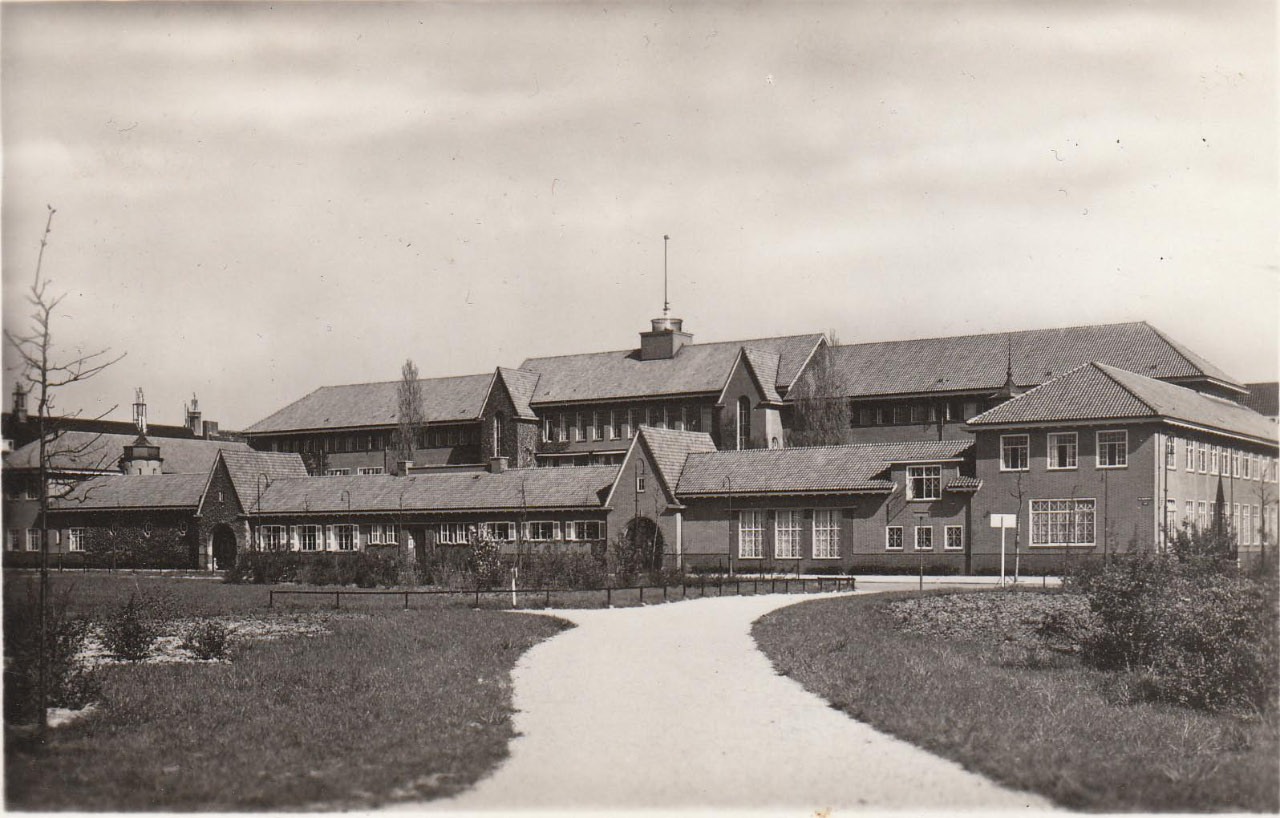
Het weeshuis rond 1940

De Wielingen was de naam van een kraakpand in Amsterdam-Zuid. De naam was ontleend aan de Wielingenstraat waaraan het gebouw lag en die vernoemd is naar de Wielingen, een hoofdgeul in de Westerschelde.

## Voorgeschiedenis
Het kraakpand was oorspronkelijk een weeshuis van de 'Diaconie der Nederlands Hervormde Gemeente'. Die had sinds 1882 een weeshuis aan de Tesselschadestraat, dat zij wilde vergroten. De gemeente Amsterdam wilde daar echter uitbreiding van het Tesselschadeziekenhuis en ruilde daarom  in 1930 het weeshuis voor een nieuwbouwperceel aan de Wielingenstraat. Het weeshuis moest al worden verlaten voordat de nieuwbouw gereed was; de weeskinderen werden zolang opgevangen in enkele gebouwen aan de Keizersgracht.

## Gebouw
Architect Gijsbert Friedhoff leverde het ontwerp voor de nieuwbouw van het weeshuis. Het gebouw werd geopend op vijftien december 1932, precies 275 jaar na de ingebruikname van het eerste Diaconie-weeshuis. Het gehele gebouw, waarin ook een directeurswoning opgenomen, mat 96,80 bij 42,3 meter en vergde rond 600.000 gulden aan bouwkosten.
Er was plaats voor 175 kinderen, dat was ruim bemeten aangezien de Diaconie slechts 120 wezen onder haar hoede had. Dit was een gevolg van lagere sterftecijfers onder ouders. Het weeshuis nam niet iedereen op; halfwezen werden nog wel opgevangen, maar verwaarloosde kinderen aanvankelijk niet. Het gebouw was opgetrokken uit oranjerode Groninger baksteen terwijl de zadeldaken met Limburgse pannen waren gedekt. Er was veel plek voor glaspartijen zodat de kinderen voldoende daglicht kregen. Het grote gebouw lag rondom een binnenplaats. Ook die binnenplaats en het noordelijke gedeelte kregen voldoende zonlicht, doordat het zuidelijke gedeelte lager was. Het noordelijke gedeelte was bestemd voor een bestuurskamer en andere werkruimtes, ook was daar vanwege het juiste licht een tekenkamer. Het  noordelijk en zuidelijk gedeelte werden verbonden door eetzalen en dergelijke, daarop was een daktuin aangelegd. De daktuin was onder meer voor zieken, die verbleven in nabije ziekenzalen. Opvallend is dat hoewel de jongens- en meisjeszalen gescheiden lagen aan west- en oostkant er voldoende ruimte was voor onderling contact. Jongens als meisjes moesten bijdragen aan het huishoudelijk werk. Er waren naai- en linnenkamers voor meisjes en handenarbeidlokalen voor jongens. In het gebouw was een schouw ingebouwd uit het oorspronkelijke weeshuis uit de Zwanenburgerstraat.
Begin jaren 1960 verdween het uitzicht omdat vlak voor het weeshuis de  RAI werd gebouwd. In die tijd werd de naam veranderd in 'Hervormd Jeugdhuis'. Er werden zogenaamde huiskamers ingebouwd bedoeld voor jongeren uit de buurt, die leefden in (te) krappe eenkamerwoninkjes. Het weeshuis zelf hield rond 1970 op te bestaan; het werd verhuurd aan instellingen op het gebied van onderwijs en maatschappelijk werk.

## Kraakpand
In 1977 verkocht de Hervormde Gemeente Amsterdam het gebouw, meerdere eigenaren volgden elkaar binnen kort tijdsbestek op. De stichting Studentenhuisvesting wilde het gebouw gebruiken voor jongerenhuisvesting. Het werd werd echter gekraakt en er werd geld ingezameld voor herstel. De krakers verbeterden het pand door verbouwingen en wilden als huurder ingeschreven te worden. De toenmalige eigenaar, die er aanvankelijk koopwoningen wilde bouwen, zag zich door een instortende woningmarkt genoodzaakt het complex voor zeven miljoen gulden te verkopen aan het Amsterdams Conservatorium. De verbouwing tot conservatorium zou nog eens twee miljoen gulden gaan kosten. Uiteindelijk kwam het complex in bezit van de gemeente Amsterdam. De aanwezige bewoners verzetten zich tegen plannen van de gemeente om honderd nieuwbouwwoningen te realiseren. Ze wilden dat er HAT-eenheden kwamen. De bewoners pleitten ook voor behoud in plaats van sloop, geholpen door het feit dat het gebouw op de lijst van gemeentelijke monumenten was geplaatst. Een poging tot erkenning als rijksmonument had geen succes en eind 1990 bepaalde rechtbankpresident Asscher dat het voormalige weeshuis gesloopt mocht worden. De bewoners kregen tot maart 1991 de tijd om hun boel te pakken; er volgde nog een uitstel tot september. Het gebouw kon rustig ontruimd worden en ging vrijwel direct tegen de vlakte.